# Klippyton
Klippyton (Python sebae), även assala eller hieroglyform, är en art i släktet Python och familjen pytonormar. Arten innefattar två underarter. Den ena påträffas i centrala och västra Afrika (P. s. sebae) och den andra i södra Afrika (P. s. natalensis).

## Beskrivning
Den afrikanska klippytonormen är tillsammans med den gröna anakondan, nätpytonormen, den burmesiska pytonormen och ametistpytonormen en av de fem största ormarna i världen. Den blir vanligen mellan tre och fyra meter lång men kan nå sex meters längd; den är därmed den längsta ormen i Afrika. I vuxen ålder ligger dess vikt vanligen mellan 44 och 55 kilogram.
Den har en tjock kropp som är täckt av färgade fläckar som ofta går ihop till en bred, irreguljär rand. Kroppsmarkeringen varierar ofta mellan brun, olivgrön, kastanj och gul, men bleknar till vit på undersidan. Huvudet är triangulärt och markeras på toppen med ett mörkbrunt "spjuthuvud" med en gulaktig kontur.

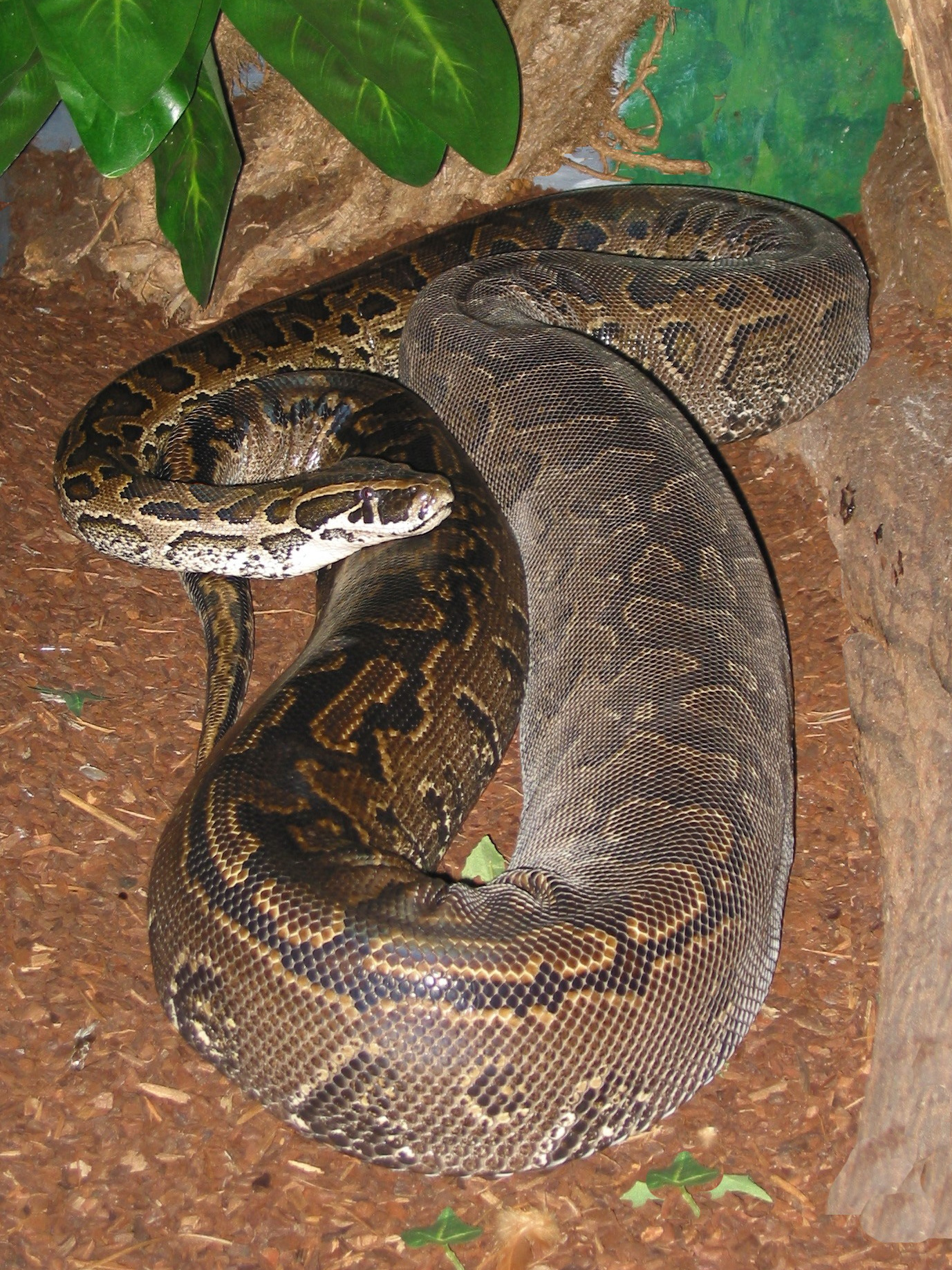
Fullvuxen hona av den nordliga underarten (P. s. sebae).
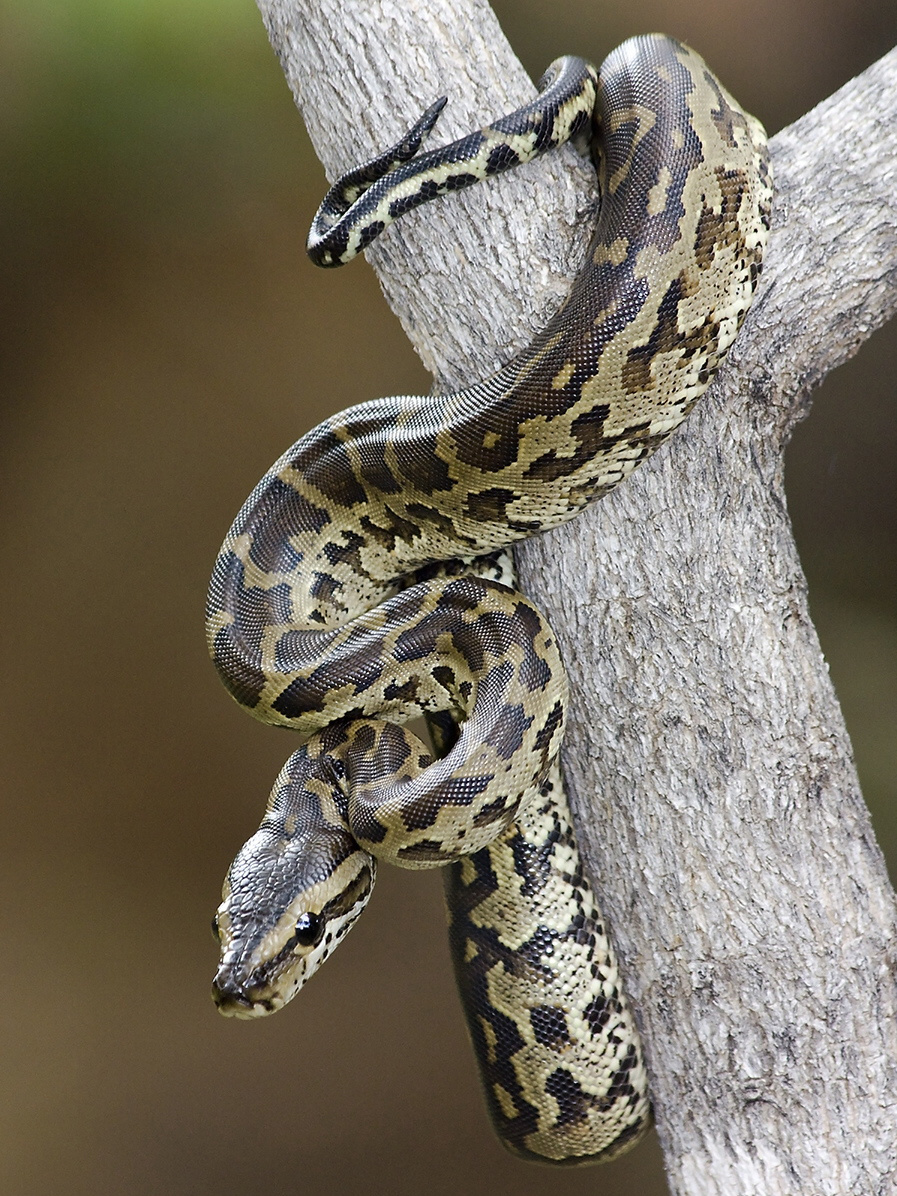
Ungt exemplar av den sydliga underarten (P. s. natalensis).

## Utbredning och habitat
Klippytonormen finns över nästan hela Afrika söder om Sahara, från Senegal i väst till Etiopien och Somalia i öst och i söder till Namibia och Sydafrika. Den kan påträffas i ett brett spektrum av olika miljöer, såsom skogar, savanner, grässlätter, halvöknar och klippområden. Den förknippas särskilt med områden med permanenta vattensamlingar och påträffas ofta i träsk, sjöar och floder. Ormen kan också anpassa sig till miljöer kring mänskliga bosättningar, särskilt sockerrörsfält.

## Föda
Likt andra pytonormar är klippytonormen inte giftig. Den dödar istället sitt byte genom att krama ihjäl det. Efter att ha bitit tag i sitt byte lindar ormen sin kropp omkring det och drar åt sitt grepp för varje gång bytet andas ut. Bytets kommande död tros orsakas av hjärtstillestånd snarare än genom kvävning eller krossning. Ormen livnär sig på en mängd stora gnagare, apor, vårtsvin, antiloper, flyghundar, varaner och även krokodiler i skogsområden och på råttor, fjäderfän, hundar och getter i förortsområden. Andra rovdjur som leopard, lejon och gepard kan också falla offer för ormen. Men möten i denna situation är mycket sällsynta och ormen riktar då ofta in sig på deras ungar då en grupp av dessa stora katter kan driva ormen på flykt.

## Fortplantning
Honan lägger upp till 100 ägg per tillfälle som liknar en tennisboll i storleken. Äggen läggs i trädens håligheter eller i jordhålor som skapades av jättemyrsloken. Honan bevakar sina ägg.

## Hot
Det förekommer att individer av denna art dödas som bushmeat eller för lädrets skull. Det förekommer även att individer fångas och hålls som terariedjur. IUCN listar arten som nära hotad (NT).

## Attacker mot människor

### Väldokumenterade fall
Trots att klippytonormen är vanlig i många delar av Afrika är attacker mot människor ovanliga. Det finns dock dokumenterade fall där den har attackerat människor för föda. De flesta offren har varit barn, men forskare är säkra på att stora klippytonormar inte skulle ha några problem att även svälja en fullvuxen människa.
- 1979 – I Waterberg District, som ligger i provinsen Limpopo i Sydafrika, dödade en 4,5 meter lång klippyton en 13 år gammal pojke. Offret dog på grund av kvävning och inre skador, och hans kropp frigjordes av en vuxen man cirka 20 minuter efter attacken började. Hans huvud var täckt av saliv, och forskare var övertygade om att ormen inte skulle haft några problem med att svälja pojken hel om attacken inte avbröts.

- 1999 – I Centralia, Illinois, USA, blev en tre år gammal pojke ihjälkramad av en 2,3 meter lång klippyton som hölls som husdjur av familjen. Bitmärken omkring pojkens hals och öron förmodades vara ett resultat av att ormen försökt svälja honom.

### Andra rapporterade fall
- 2002 – I en ort nära Durban i Sydafrika rapporterades det att en tio år gammal pojke hade blivit uppäten av en klippyton under tre timmar, då sju andra barn hade hållit sig gömda i ett mangoträd. Ormen blev aldrig fångad och rapporteringen kunde aldrig bekräftas, men en trovärdig lokal expert gav detaljerade beskrivningar av markeringar och teknik.

- 2009 – I Sabaki Village, Malindidistriktet, Kenya, blev en manlig gårdsägare attackerad efter att ha trampat på en ospecificerad fyra meter lång klippyton. Efter en timmes kamp drogs han upp i ett träd, men räddades av polis och bybor efter att han kunde ringa efter hjälp med sin mobiltelefon. Ormen fångades av polisen, men försvann dagen efter.

- 2013 – I Campbellton, New Brunswick, Kanada, rapporterades det att två bröder som var fyra och sex år gamla dödades av en klippyton som hölls som husdjur och var mellan 4,3 och 4,9 meter lång. Ormen hade rymt från sitt terrarium, och enligt en obduktion hade pojkarna dött av kvävning.[4]